# Grzebienie (rejon grodzieński)
Grzebienie (biał. Грабяні) – wieś na Białorusi, położona w obwodzie grodzieńskim w rejonie grodzieńskim w sielsowiecie odelskim.
W latach 1921–1939 Grzebienie należały do gminy Odelsk w ówczesnym województwie białostockim.